# East House
East House is een appartementencomplex aan het Markelerbergpad in Amsterdam-Zuidoost. Het Markelerbergpad is een soort ventweg van de veel bredere Meibergdreef, een van de hoofdverkeersroutes door Amsterdam-Zuidoost. 
Het gebouw maakt deel uit van het complex Our Domain, dat ontstond uit de herontwikkeling van een kantorenpark dat rond 2020 omgebouwd werd tot kleine woningen voor studenten. East House met een totaal van 955 woningen werd in 2020 opgeleverd naar een ontwerp van John Bosch en Thijs Ultee van OZ Architect. Het gebouw bestaat uit twee grote bouwvolumes waartussen op de denkbeeldige hoek een snede is gemaakt. Dit zou volgens de architecten de gebouwen een “woon-uitstraling” en “menselijke schaal” geven. De hoge torens vallen op door hun felle kleuren van de buitenwanden en hun constructie; ze lijken op grote blokkendozen. Dit laatste wordt versterkt doordat beide gebouwen geen balkons dragen.
De torens werden in 2021 aangevuld met North House en West House; het geheel, een campusachtig geheel, omsluit een parkachtige omgeving ingericht door Karres en Brands Landschapsarchitecten.
East House ligt aan de Meibergdreef tegenover het Amsterdams Medisch Centrum en in de onmiddellijke omgeving van Station Amsterdam Holendrecht.